# Bellenblaas

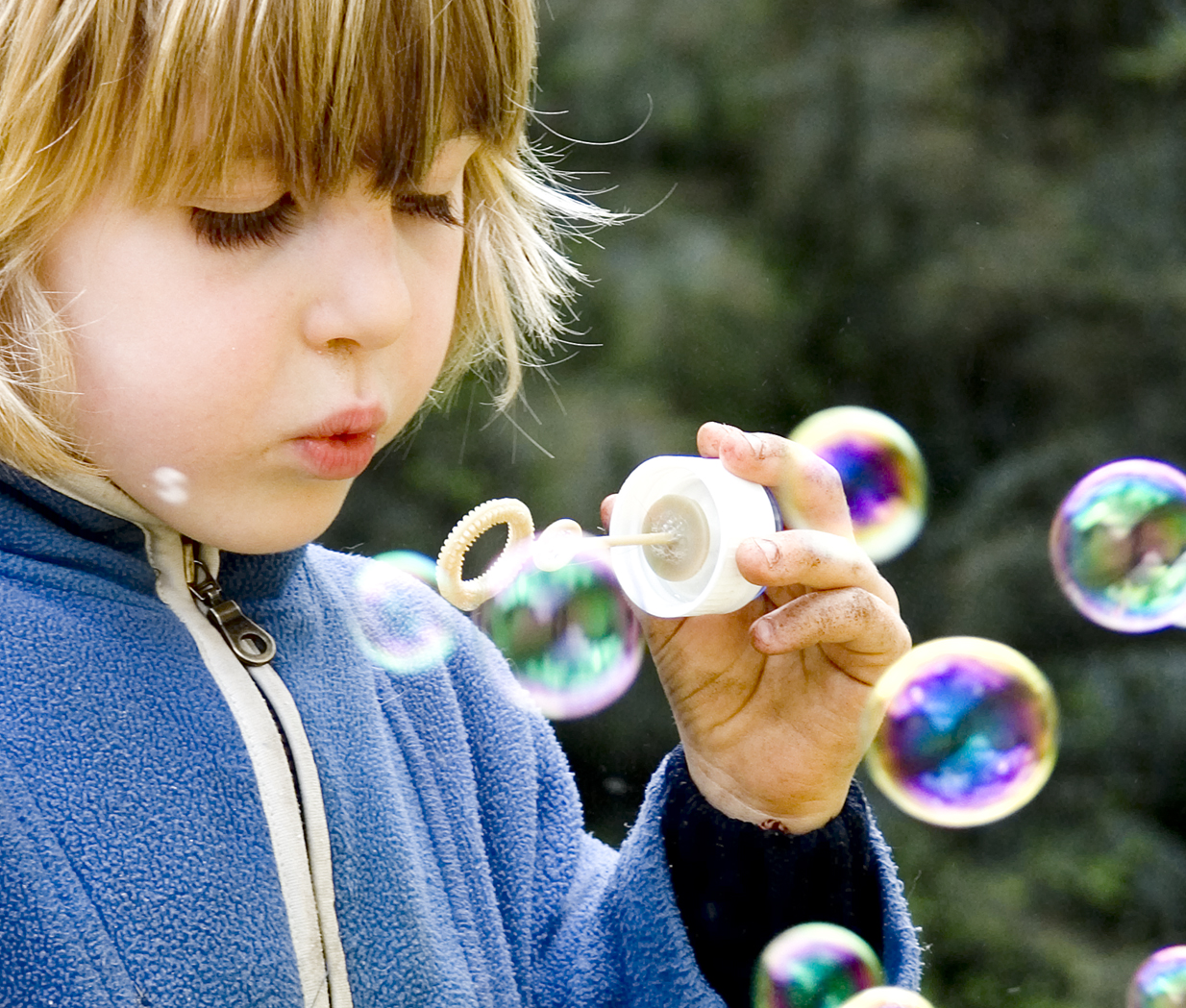
Een meisje dat bellen blaast

Bellenblaas is een soort speelgoed waarmee zeepbellen zijn te blazen. In zijn simpelste vorm bestaat het uit een plastic cirkelvormige blaastuit op een stokje, en een bakje met vloeistof met een lage oppervlaktespanning. Door nu het cirkeltje in de vloeistof te doen, blijft er een bel van de vloeistof over de cirkel zitten.
Om de oppervlaktespanning van de vloeistof laag te houden, wordt doorgaans glycerol gebruikt.
Vroeger werden bellenblaasmachines samen met rookmachines in de discotheek gebruikt. Deze hadden een soort wiel met vele blaastuiten, dat langs een windmachine werd geleid, om zo volautomatisch veel met 'rook' gevulde bellen te krijgen.